# Piz da la Margna
Piz da la Margna är en bergstopp i Schweiz.   Den ligger i regionen Maloja och kantonen Graubünden, i den sydöstra delen av landet, 190 km öster om huvudstaden Bern. Toppen på Piz da la Margna är 3 159 meter över havet, eller 316 meter över den omgivande terrängen. Bredden vid basen är 1,5 km. Piz da la Margna ingår i Bernina.
Terrängen runt Piz da la Margna är huvudsakligen bergig. Runt Piz da la Margna är det glesbefolkat, med 13 invånare per kvadratkilometer.. Närmaste större samhälle är St. Moritz, 15,4 km nordost om Piz da la Margna. 
Trakten runt Piz da la Margna består i huvudsak av gräsmarker.